# 白江村 (石川県)
白江村（しらえむら）は、石川県能美郡に存在した村。

## 地理
- 現在の小松市においては、中心市街地（旧・小松町）の東隣に位置した。
- 村内は平坦な地形であり、水田地帯中心。当時の主な産物は、米、大豆、大根、ネギ、ジャガイモ、瓦、畳表、ござ、九谷焼、など。
- 河川: 梯川、軽海用水

## 歴史
- 1907年（明治40年）8月5日 - 園江村、沖杉村及び千針村の区域の内、金屋の区域が合併して、白江村が発足する。なお、千針村の区域の内、能美、千代及び一針の区域、田川村及び高田村が合併して、板津村が発足する。
- 1907年（明治40年）11月 - 遊泉寺銅山専用線が開通、村内に金屋駅（貨物専用駅）を開設（廃止時期不明）。
- 1918年（大正7年）7月 - 遊泉寺銅山専用線廃止。
- 1929年（昭和4年）5月15日 - 白山電気鉄道（後の北陸鉄道小松線）が開通、村内に打越駅、加賀八幡駅、佐々木駅を開設。
- 1936年（昭和11年）12月14日 - 白山電気鉄道に若杉駅開設。
- 1940年（昭和15年）12月1日 - 小松町、安宅町、牧村、板津村、白江村、苗代村、御幸村及び粟津村が合併して、小松市が発足する。白江村の11大字は小松市の町名に継承（八幡は旧小松町八幡町と区別するため「町」を付けず）。

## 交通
※当村廃止時点でのもの

### 鉄道
- 小松電気鉄道
  - （小松方面 ← ）打越駅 - 若杉駅 - 加賀八幡駅 - 佐々木駅（ → 鵜川遊泉寺方面）
  - 本村があった当時、沖に沖駅は存在していなかった。沖駅の開業は1960年。
- 若杉地区には尾小屋鉄道も通っていたが、本村があった当時は駅は無かった。若杉に遊園地前駅が開業したのは1958年。